# Thương Ngô
Thương Ngô (chữ Hán giản thể: 苍梧县, bính âm: Cāngwú Xiàn, âm Hán Việt: Thương Ngô huyện) là một huyện thuộc địa cấp thị Ngô Châu, khu tự trị dân tộc Choang Quảng Tây, Cộng hòa Nhân dân Trung Hoa. Huyện Thương Ngô có diện tích 3.482 kilômét vuông, dân số năm 2002 là 540.000 người. Về mặt hành chính, huyện Thương Ngô được chia thành 14 trấn. Khu Long Vu được thành lập vào tháng 3 năm 2013 trên cơ sở tách bốn trấn: Long Vu (龙圩镇), Tân Địa (新地镇), Quảng Bình (广平镇), Đại Ba (大坡镇) từ huyện Thương Ngô. Huyện lỵ của Thương Ngô được chuyển tới trấn Thạch Kiều sau khi chia tách.